# 阿久津川高一郎
阿久津川 高一郎（あくつがわ こういちろう、1897年9月30日 - 1972年10月20日）は、栃木県宇都宮市出身で高砂部屋（一時期は錣山部屋）に所属した大相撲力士。本名は永井 高一郎（ながい こういちろう）（一時磯野姓を名乗る）。最高位は西前頭筆頭（1923年1月場所）。現役時代の体格は身長170cm、体重98kg。得意手は突き、押し。現役引退後は年寄として後進の指導につくした。

## 来歴

### 現役時代
1914年5月場所に初土俵。小柄ではあったが腕力が強く、「三角突っ張り」と呼ばれた独特の突き押しを武器にしており、速い相撲で鳴らした 。1920年1月場所に新入幕を果たすまですべて勝ち越すという順調な昇進で、なおかつ十両では新十両から2場所連続優勝をはたした。入門してしばらくしてから9代錣山（元幕下二段目・小金山）の婿養子になって錣山部屋に移籍しており、入幕も錣山部屋力士として経験している。
幕内では中堅力士として活躍し、1922年5月場所では横綱・栃木山から金星を奪い、さらに大関・常ノ花も破る殊勲をあげた。その後、1927年10月場所では9勝2敗で優勝旗手にもなった。しかし、その後は徐々に衰え、1929年1月場所限りで引退。
現役時代から、内弟子のようにして育てていた男女ノ川が、彼が現役のうちに入幕を果たし、師弟ともども幕内力士として土俵にあがることができたことが、引退を早めた一因だったといわれている。二人が並んだ写真が残っているが、阿久津川は男女ノ川の肩までしかない。

### 引退後
引退後は年寄佐渡ヶ嶽として、独立して男女ノ川を横綱まで昇進させた。男女ノ川の世話に費やし、横綱一代年寄制を創設し年寄としたのも、理事に推薦したのも阿久津川といわれる。
1930年には相撲基本体操（現在の相撲健康体操の原型）を考案し、1933年には協会がこれを公式の体操として認め、長く用いられた。
協会の職務と並行して、私財を投じて一般への相撲の普及・指導者養成にも心をくだき、1936年に「大日本国技研修会」（戦後は「財団法人日本相撲研修会」と改称）を設立、太平洋戦争中は長野県の戸隠山に研修会道場を疎開先として創立し、青天の場合は野外の土俵で相撲の稽古を指導し、雨天の場合は土俵の作り方や相撲史、技の解説など講義を行った。佐渡ヶ嶽の活動は東京高等師範学校教授・大谷武一の強い支持を得、戦時期の相撲指導者として存在感を示すようになった。ほかに栃木県にも関東道場を開いていて、ここでは入所者が開拓や農林業で自活しながら体を鍛え相撲を学ぶという道場であり、戦後は自ら妻とともにここで入植活動を行った。
協会理事を14年間務め、理事長補佐の職も務めたが、理事会では純粋に相撲道を追求する佐渡ヶ嶽と興行を優先する武蔵川（元出羽ノ花）とは「犬猿の仲」であり、佐渡ヶ嶽が力を入れていた指導部を理事長の出羽海（元常ノ花）が廃止すると表明するとこれに反発して1955年1月限りで廃業した。もとより協会に籍を置きながら個人活動にいそしむ佐渡ヶ嶽に対し協会は冷淡な態度をとっていて、協会の実力者となっていた武蔵川に事実上追い出される形となった。
協会を去った後は、一般への相撲指導に専念する。その後1957年3月2日に公益法人たる協会の体質が国会で問題になると、同年4月3日に参考人として天竜三郎・武蔵川らとともに国会に出席し、指導者養成機関の必要性や茶屋制度の疑念等を指摘し、協会のあり方を批判した。
1960年に藍綬褒章、1971年に勲五等双光旭日章を受章。
1972年10月20日死去。75歳没。

## エピソード
- 自身が角界にいた頃の力士や親方はちゃんこの作り方にこだわりがあり、部屋の師匠や横綱が「ワシがやる」とよくお玉や菜箸を奪い合ったという[13]。
- 一般への相撲指導においては、「初心者はまず「土俵外に出す」技を本体として基礎的修練を積むべき」と主張して、自身の得意手と同じく突き・押しを徹底的に指導し、素人が廻しを取る必要はないとした。また「倒れたときのケガの危険性がある」として外掛けを「禁じ手」とした[14]。
- 生涯を懸けて追求した「相撲道」について、戦前は「真心と体力と気力の日本的調和」と捉え、軍国主義的なイデオロギーの影響がにじみ出るものであったが、戦後はこうしたイデオロギーを取り除き「体育的に考えて相撲をする」「健康で、長生きするのが相撲の本心」と説き、人々が自ら楽しく相撲をとる大切さを繰り返し主張していた[15]。自らの主張する「相撲道」は興行としての「大相撲」とは一線を画するものであるとする主張は生涯を通して一貫していた。

## 主な成績
- 通算成績：142勝128敗3預35休　勝率.526
- 幕内成績：100勝119敗2預35休　勝率.457
- 現役在位：35場所
- 幕内在位：24場所
- 優勝旗手：1回
- 金星：1個（栃木山1個）
- 各段優勝
  - 十両優勝：2回（1919年1月場所、同年5月場所）

### 場所別成績
| 1914年 （大正3年） | x                      | x                        | （前相撲）          | x                     |
| 1915年 （大正4年） | 新序 3–0               | x                        | 西序ノ口筆頭 3–2    | x                     |
| 1916年 （大正5年） | 西序二段73枚目 3–1 1預 | x                        | 東序二段30枚目 4–1  | x                     |
| 1917年 （大正6年） | 東三段目59枚目 4–1     | x                        | 西三段目27枚目 4–1  | x                     |
| 1918年 （大正7年） | 東幕下50枚目 5–0       | x                        | 西幕下9枚目 4–1     | x                     |
| 1919年 （大正8年） | 西十両9枚目 優勝 5–0   | x                        | 東十両筆頭 優勝 7–2 | x                     |
| 1920年 （大正9年） | 西前頭13枚目 3–1–6     | x                        | 東前頭8枚目 3–7     | x                     |
| 1921年 （大正10年） | 東前頭17枚目 6–3 1預   | x                        | 西前頭10枚目 5–5    | x                     |
| 1922年 （大正11年） | 西前頭9枚目 6–3 1預    | x                        | 東前頭6枚目 7–3 ★   | x                     |
| 1923年 （大正12年） | 西前頭筆頭 1–6–3       | x                        | 東前頭7枚目 6–4–1   | x                     |
| 1924年 （大正13年） | 東前頭3枚目 5–5        | x                        | 西前頭4枚目 2–6–3   | x                     |
| 1925年 （大正14年） | 西前頭8枚目 2–9        | x                        | 東前頭13枚目 2–2–7  | x                     |
| 1926年 （大正15年） | 東前頭16枚目 8–3       | x                        | 西前頭7枚目 5–6     | x                     |
| 1927年 （昭和2年） | 東前頭12枚目 5–6       | 東前頭12枚目 3–7–1       | 東前頭11枚目 6–5    | 西前頭14枚目 9–2 旗手 |
| 1928年 （昭和3年） | 西前頭7枚目 6–5        | 東前頭3枚目 4–7          | 東前頭8枚目 2–9     | 東前頭8枚目 3–8       |
| 1929年 （昭和4年） | 西前頭12枚目 1–7–3     | 西前頭12枚目 引退 0–0–11 | x                   | x                     |
| 各欄の数字は、「勝ち-負け-休場」を示す。 優勝 引退 休場 十両 幕下 三賞：敢=敢闘賞、殊=殊勲賞、技=技能賞 その他：★=金星 番付階級：幕内 - 十両 - 幕下 - 三段目 - 序二段 - 序ノ口 幕内序列：横綱 - 大関 - 関脇 - 小結 - 前頭（「#数字」は各位内の序列） |                        |                          |                     |                       |

- 1923年5月、1927年3月の1休は相手力士の休場によるもの

## 改名歴
- 阿久津川 高一郎（あくつがわ こういちろう）1914年5月場所 - 1929年3月場所